# Lester Hudson
Lester Hudson III (Memphis, Tennessee; 7 de agosto de 1984) es un jugador de baloncesto estadounidense que pertenece a la plantilla de los Shandong Heroes de la liga china. Con 1,90 metros de altura, juega en la posición de base.

## Trayectoria deportiva

### Universidad
Tras jugar sus dos primeras temporadas en el pequeño Community College de Southwest Tennessee, fue transferido a los Skyhawks de la Universidad de Tennessee-Martin, donde jugó sus dos temporadas restantes, en las que promedió 26,6 puntos, 7,8 rebotes y 4,4 asistencias por partido. En su temporada júnior lideró la Ohio Valley Conference en anotación con 25,7 puntos por partido (quinto a nivel nacional), en robos de balón (2,9, cuarto de la NCAA) y en triples (3,8, 10.º). Fue elegido Jugador del Año de la conferencia. El 13 de noviembre de 2007 se convirtió en el primer jugador de la historia de la NCAA en conseguir un cuádruple-doble, en un partido ante Central Baptist, en el que logró 25 puntos, 12 rebotes, 10 asistencias y 10 robos de balón. Al final de la temporada quiso entrar en el Draft de la NBA de 2008, pero finalmente desistió, prefiriendo completar su ciclo universitario.
Al año siguiente acabó siendo el segundo máximo anotador de todo el país, con 27,5 puntos por partido, solo por detrás de Stephen Curry. Anotó más de 20 puntos en 29 de los 31 partidos disputados, siendo elegido de nuevo como mejor jugador de la OVC.

### Profesional
Fue elegido en la quincuagésimo octava posición del Draft de la NBA de 2009 por Boston Celtics, equipo con el que firmó contrato por una temporada en septiembre.
El 6 de enero de 2010, los Celtics cortaron a Hudson, pero dos días después fue contratado por Memphis Grizzlies. 
En verano de 2010 firmó por los Wizards, y tras jugar once partidos con Washington Wizards en la temporada 2010-11, fue despedido el 21 de noviembre de 2010.
[actualizar]

## Estadísticas de su carrera en la NBA

### Temporada regular
| Año     | Equipo        | PJ | PT | MPP  | %TC  | %3P  | %TL  | RPP | APP | ROB | TPP | PPP  |
| ------- | ------------- | -- | -- | ---- | ---- | ---- | ---- | --- | --- | --- | --- | ---- |
| 2009-10 | Boston        | 16 | 0  | 4.4  | .389 | .600 | .833 | .5  | .5  | .2  | .1  | 1.4  |
| 2009-10 | Memphis       | 9  | 0  | 6.8  | .400 | .182 | .857 | 1.1 | .6  | .6  | .1  | 4.0  |
| 2010-11 | Washington    | 11 | 0  | 6.6  | .250 | .267 | .500 | .5  | 1.5 | .4  | .1  | 1.6  |
| 2011-12 | Cleveland     | 13 | 0  | 24.2 | .391 | .246 | .842 | 3.5 | 2.7 | 1.1 | .2  | 12.7 |
| 2011-12 | Memphis       | 3  | 0  | 6.7  | .273 | .333 | .667 | .0  | .3  | .0  | .0  | 3.0  |
| 2014-15 | L.A. Clippers | 5  | 0  | 11.2 | .429 | .500 | .750 | 1.6 | 1.0 | 1.2 | .2  | 3.6  |
| Total   | Total         | 52 | 0  | 10.3 | .375 | .277 | .806 | 1.4 | 1.2 | .6  | .1  | 4.7  |

### Playoffs
| Año     | Equipo        | PJ | PT | MPP | %TC  | %3P  | %TL | RPP | APP | ROB | TPP | PPP |
| ------- | ------------- | -- | -- | --- | ---- | ---- | --- | --- | --- | --- | --- | --- |
| 2014-15 | L.A. Clippers | 7  | 0  | 5.4 | .429 | .286 | -   | .1  | 1.0 | .3  | .1  | 2.0 |
| Total   | Total         | 7  | 0  | 5.4 | .429 | .286 | -   | .1  | 1.0 | .3  | .1  | 2.0 |